# Llorenç Vidal i Vidal

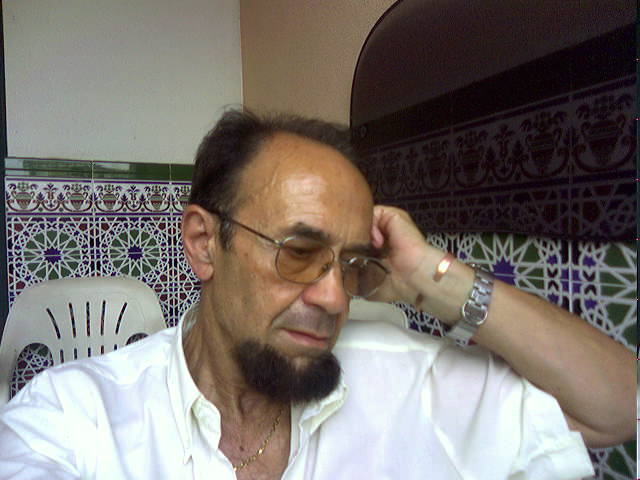
Llorenç Vidal i Vidal, 2006

Llorenç Vidal i Vidal (* 26. April 1936 in Santanyí, Mallorca) ist ein spanischer Pädagoge, Pazifist und Poet.

## Leben
Er gilt als Pionier der gewaltfreien und friedvollen Erziehung. Llorenç Vidal i Vidal gründete im Jahr 1964 die Initiative DENIP (Dia Escolar de la No-Violència i la Pau; deutsch: Schultag der Gewaltlosigkeit und des Friedens). Seine Initiative wurde international beachtet und führte weltweit zu Nachfolgeprojekten.